# Радофинниково (станция)
Радофинниково — станция Санкт-Петербургского региона Октябрьской железной дороги на линии Новолисино — Новгород. Расположена в посёлке Радофинниково в Тосненском районе Ленинградской области.

## История
Строительство железной дороги между Павловском и Великим Новгородом началось весной 1916 года в рамках проекта линии из Петрограда в Смоленск. На строительство дороги привлекали военнопленных из немецкой и австро-венгерской армий, финансировалось оно в том числе из бюджета Франции. После Октябрьской революции строительство было прекращено, несмотря на высокий уровень готовности. Возобновлены работы были после окончания Гражданской войны. Станция Радофинниково была сдана в эксплуатацию в 1926 году и названа в честь имения сенатора Константина Радофиникина находившегося неподалёку.
На 1981 год на станции выполнялись приём и выдача грузов на подъездных путях, а также продажа билетов на поезда местного и дальнего следования с сопутствующей продажей багажа.
В 1990-х годах в связи с появлением вдоль линии крупных садоводческих массивов и увеличением пассажиропотока было принято решение о электрификации линии Новолисино — Новгород-на-Волхове, но выполнена она не была — опоры были установлены только от Новолисино до Радофинниково, закончилась установка через несколько сотен метров после южной горловины станции.
С 7 ноября 2013 года до 25 апреля 2014 года в связи с реконструкцией участка Радофинниково — Рогавка движение пригородных поездов в сторону Новгорода закрыто. Станция Радофинниково в этот период являлась конечной остановкой для поездов из Санкт-Петербурга и Новолисино.

## Описание
Станция расположена в Тосненском районе Ленинградской области на линии Павловск — Великий Новгород Октябрьской железной дороги.
На станции останавливаются все проходящие через неё пригородные поезда.

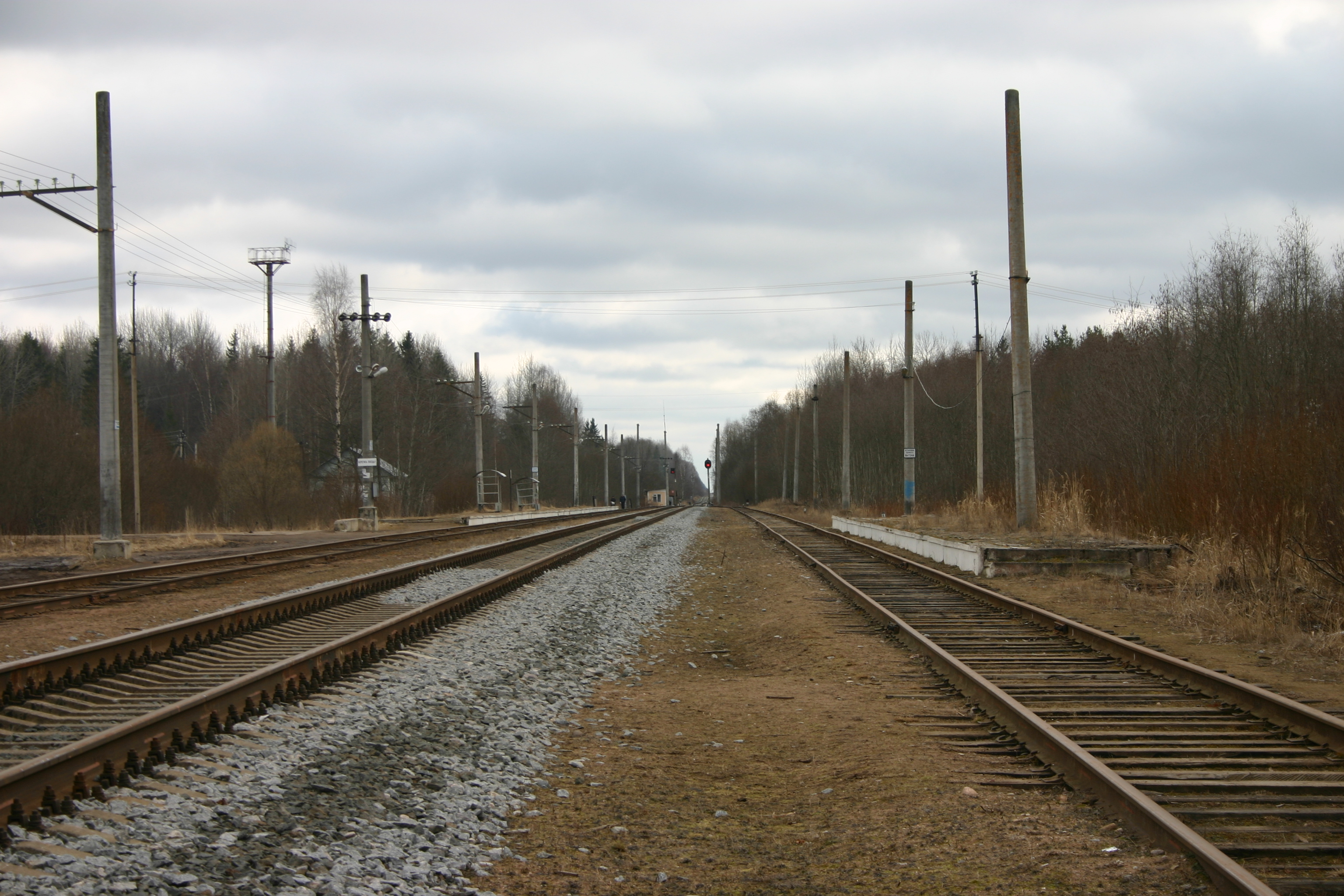
Вид на южную горловину.
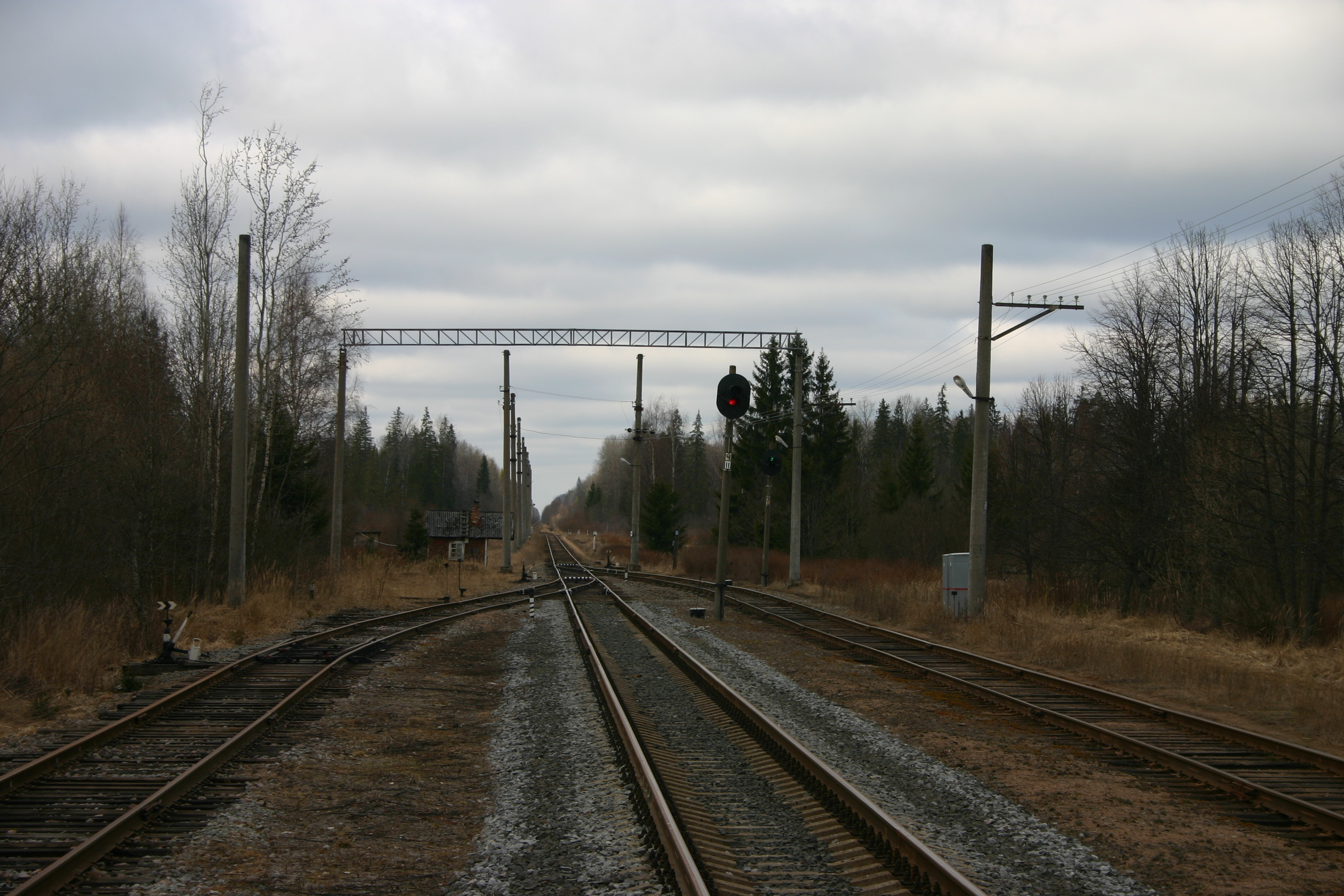
Вид на северную горловину.

### Расписание пригородных поездов
- Расписание пригородных поездов на Яндекс.Расписаниях
- Расписание пригородных поездов на tutu.ru